# アイエナジー
アイエナジー株式会社（IENERGY）は、日本のアダルトビデオメーカー。

## 概要
代表取締役は坂入勇。
ロゴはイニシャルである「IE」の文字とともに代表・坂入の顔がデザインされている。
一時期2011年頃超ネ申星☆アイドル チームLOVEエナジ→と言うアイドルグループも存在した。衣装としては愛知県稲沢市のご当地アイドルLOVE♡iNA30の初期衣装と同一のもの等が存在していた　2012/07/15 LOVEINA30 リーフウォーク稲沢 定期公演 第１部 LOVE♡iA30
ソフト・オン・デマンド流通に参加している。
2006年にはAV OPENに参加。16社が参加した。
2019年3月から8月まで栄川乃亜が専属女優となった。

## 専属女優
- 栄川乃亜

## 監督
- Mr.Watakano
- ボルボ中野
- AKIRA
- 菊淋
- TAIZO